# Wuilker Faríñez
Wuilker Faríñez Aray (Caracas, 15 februari 1998) is een Venezolaans voetballer die als doelman speelt. Hij verruilde Millonarios in juli 2021 voor RC Lens, dat hem in het voorgaande seizoen al huurde. Faríñez debuteerde in 2016 in het Venezolaans voetbalelftal.

## Clubcarrière
Farínez speelde in de jeugd bij Nueva Esparta, Gramoven en Caracas. Hij maakte op 12 juli 2015 op zeventienjarige leeftijd zijn debuut in de Venezolaanse competitie, uit tegen Tucanes. In zijn eerste seizoen kwam hij tot twintig competitieduels. Farínez was drie seizoenen eerste doelman bij Caracas en daarna nog twee bij Millonarios in de Colombiaanse competitie.
Millonarios verhuurde Farínez in juli 2020 voor een jaar aan RC Lens. Hier werd hij reservedoelman achter Jean-Louis Leca. Hij mocht dat jaar twee keer vlak voor tijd invallen en in de slotfase van het seizoen een keer in de basis beginnen, tegen Paris Saint-Germain. Lens legde Farínez in juli 2021 definitief vast. Hij diende zo nog een seizoen als stand-in voor Leca, waarna de Franse club in juli 2022  Brice Samba kocht als nieuwe eerste doelan.

## Clubstatistieken
| Seizoen     | Club        | Competitie       | Competitie | Competitie | Beker | Beker | Internationaal | Internationaal | Totaal | Totaal |
| Seizoen     | Club        | Competitie       | Wed.       | Dlp.       | Wed.  | Dlp.  | Wed.           | Dlp.           | Wed.   | Dlp.   |
| ----------- | ----------- | ---------------- | ---------- | ---------- | ----- | ----- | -------------- | -------------- | ------ | ------ |
| 2015        | Caracas     | Primera División | 20         | 0          | 3     | 0     | —              | —              | 23     | 0      |
| 2016        | Caracas     | Primera División | 32         | 0          | 0     | 0     | 2              | 0              | 34     | 0      |
| 2017        | Caracas     | Primera División | 24         | 0          | 1     | 0     | 1              | 0              | 26     | 0      |
| Club totaal | Club totaal | Club totaal      | 76         | 0          | 4     | 0     | 3              | 0              | 83     | 0      |
| 2018        | Millonarios | Primera A        | 33         | 0          | 3     | 0     | 10             | 0              | 46     | 0      |
| 2019        | Millonarios | Primera A        | 34         | 0          | 1     | 0     | —              | —              | 35     | 0      |
| 2020        | Millonarios | Primera A        | 6          | 0          | 0     | 0     | 2              | 0              | 8      | 0      |
| Club totaal | Club totaal | Club totaal      | 73         | 0          | 4     | 0     | 12             | 0              | 89     | 0      |
| 2020/21     | RC Lens     | Ligue 1          | 3          | 0          | 2     | 0     | —              | —              | 5      | 0      |
| 2021/22     | RC Lens     | Ligue 1          | 13         | 0          | 2     | 0     | —              | —              | 15     | 0      |
| 2022/23     | RC Lens     | Ligue 1          | 0          | 0          | 0     | 0     | —              | —              | 0      | 0      |
| Club totaal | Club totaal | Club totaal      | 16         | 0          | 4     | 0     | 0              | 0              | 20     | 0      |

Bijgewerkt t/m 6 augustus 2023

## Interlandcarrière
Farínez werd in 2015 als derde doelman opgenomen in de selectie van het Venezolaans voetbalelftal voor de Copa América 2015 in Chili. Hij debuteerde op 25 mei 2016 voor Venezuela, in een oefeninterland tegen Panama. Daarna moest hij het weer tien maanden doen met de rol van reservekeeper. Farínez werd in 2017 eerste keus bij de nationale ploeg. Hij verdedigde zo het doel van Venezuela tijdens zowel de Copa América 2019 als de Copa América 2021.
1 Petrić ·
2 Aguilar ·
3 Machado ·
4 Danso ·
7 Sotoca  ·
8 Nzola ·
9 Satriano ·
10 Costa ·
11 Fulgini ·
13 Chávez ·
14 Medina ·
15 Ojediran ·
16 Koffi ·
18 Diouf ·
19 Cabot ·
20 Sarr ·
22 Saïd ·
23 El Aynaoui ·
24 Gradit ·
26 Mendy ·
27 Bane ·
28 Thomasson ·
30 Ryan ·
34 Pouilly ·
36 Lebeau ·
37 Ganiou ·
38 Zaroury ·
Coach: W. Still
· Assistent-coach: N. Still